# Étaves-et-Bocquiaux
Étaves-et-Bocquiaux település Franciaországban, Aisne megyében. Lakosainak száma 546 fő (2022. január 1.). Étaves-et-Bocquiaux Aisonville-et-Bernoville, Croix-Fonsomme, Fieulaine, Fonsomme, Fresnoy-le-Grand, Montigny-en-Arrouaise és Seboncourt községekkel határos.

## Népesség
A település népességének változása:
| Lakosok száma | 733  | 668  | 636  | 557  | 586  | 579  | 557  | 553  | 551  | 546  |
|               | 1968 | 1982 | 1990 | 2006 | 2013 | 2015 | 2017 | 2019 | 2020 | 2022 |